# Vivarium (villa)
Vivarium fue una villa romana. Fundada por Marco Porcio Catón en el año 193 a. C., recibió el nombre primigenio de Belsino (bello destino), aunque los mismos romanos le cambiaron posteriormente su nombre por el de Vivarium, del que deriva el actual de Viver.

## Correspondencia con Viver

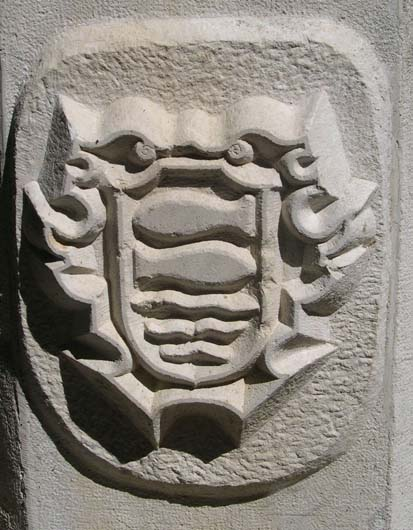
Escudo de Viver - detalle

Vivarium es una palabra latina de la que deriva el actual nombre de la población de la comarca castellonense del Alto Palancia: Viver, y que se relaciona en su acepción común con la cría (más bien conservación o engorde) de peces. Los orígenes de esta población se ha constatado que se encuentran en la época romana. La relación de Viver (también llamado Viver de las Aguas) con la abundancia acuática se manifiesta en el escudo del pueblo, en el que se observan dos peces sobre unos trazos en forma de olas.

## Garum
Hay constancias arqueológicas de que en la población los romanos criaron y engordaron peces y obtuvieron además de pescado fresco para consumo, un concentrado alimenticio usado como condimento llamado garum (también "gárum" o en español garo), producto de procesar el pescado (principalmente de especies marinas, pero también de peces de agua dulce como en este caso) y sus vísceras fermentadas al sol con una mezcla de abundante sal, vino, pimienta, aceite y hierbas diversas. Se utilizaba como condimento de primeros y segundos platos y se le atribuían propiedades incluso afrodisíacas y curativas, lo segundo es más que probable en cuanto que sería un buen digestivo, e incluso un buen desinfectante y cicatrizante de úlceras y heridas cutáneas. Básicamente es una forma de concentrado de pescado, fácil de conservar por períodos dilatados de tiempo y por lo tanto muy utilizado en la dieta de los marineros en sus largas travesías por mar, y por los soldados en sus largas campañas.

## La Floresta

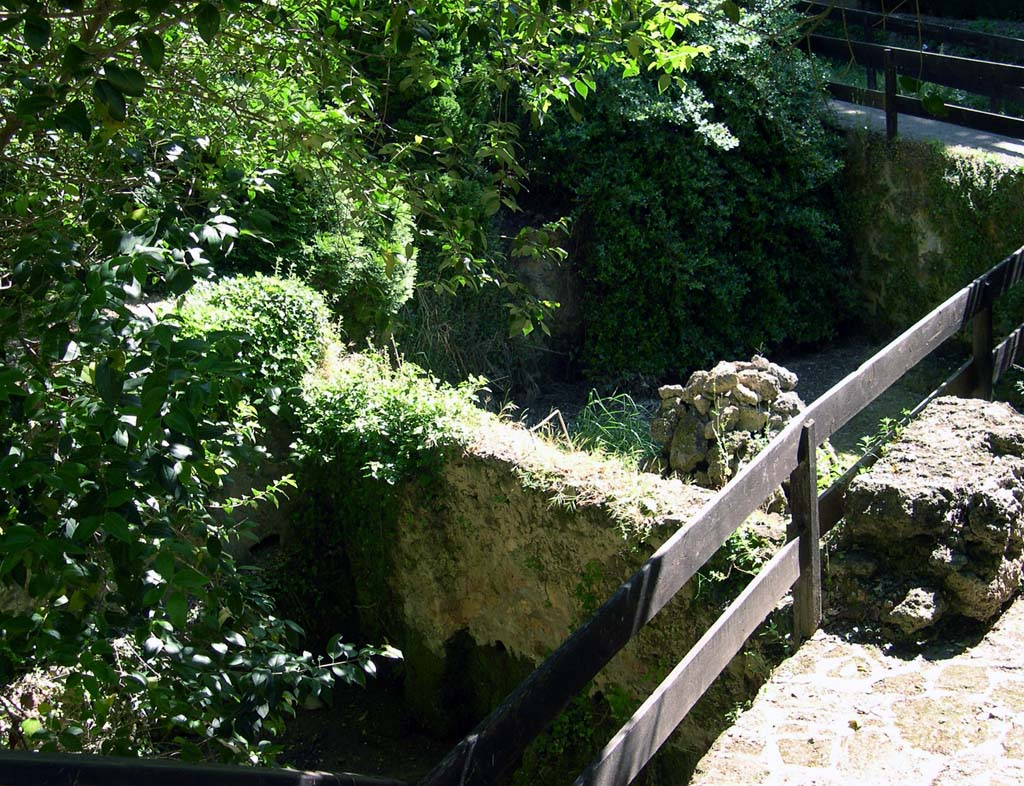
La Floresta - Estanques para cría de peces, 100 a. C.

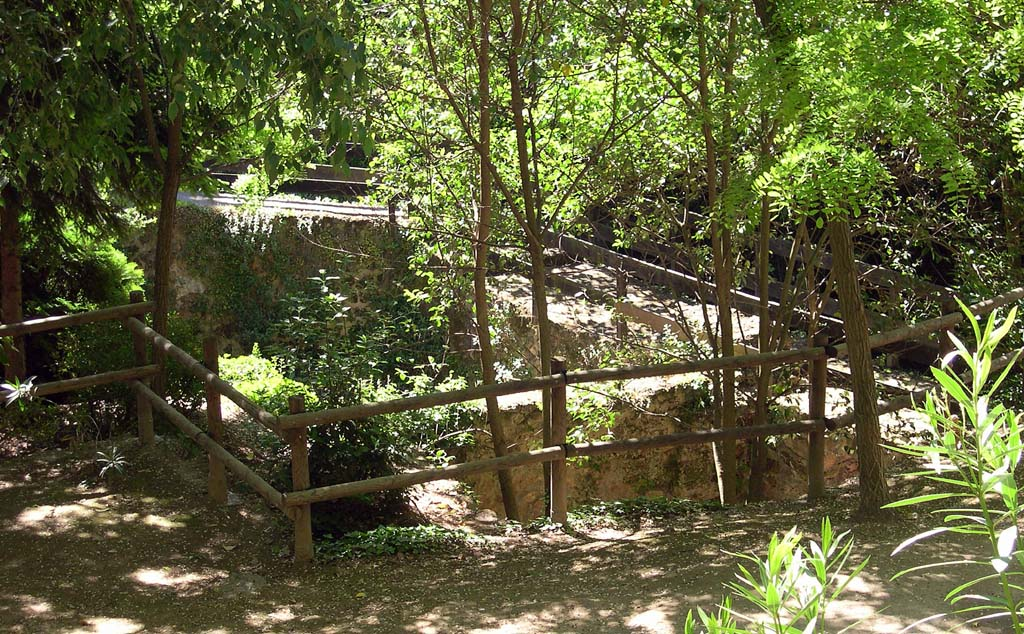
La Floresta - Estanques para cría de peces, 100 a. C.

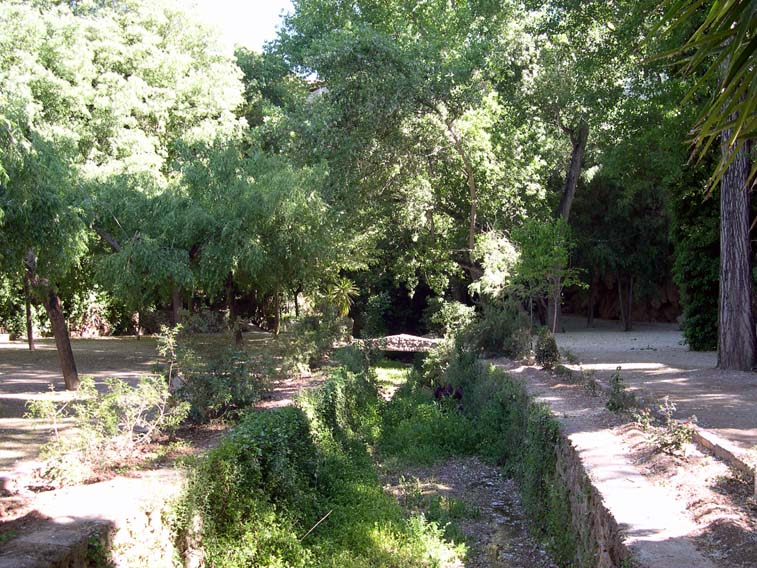
La Floresta - Canalización de agua

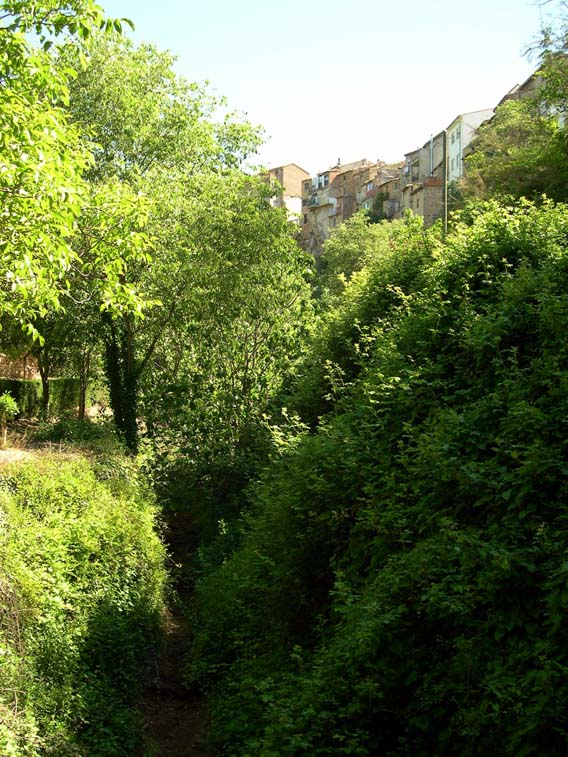
La Floresta - nacimiento del Barranco Hurón

En la citada población, en el paraje de La Floresta, se encuentran hoy en día restos bien conservados de una serie de fosas o pequeños estanques utilizados para estabular el pescado destinados primeramente a mantener las aguas en buenas condiciones de salubridad (los peces devoran las larvas y algas que crecen en el agua), posteriormente a su consumo en fresco, y también a obtener el citado garum. Dado el carácter medio del curso fluvial que por allí trascurre (río Palancia) hace suponer que los peces utilizados como cultivo y su posterior procesado como garum serían carpas, barbos y anguilas.
Nicolau Primitiu Gómez Serrano en su trabajo antropológico sobre “Los Ibero-Sicanos” cita la existencia en la población de Viver de un pequeño pantano llamado de La Floresta, que atravesaba la población y continuaba por el barranco Hurón de donde salía un viejo acueducto. Esta infraestructura, que tuvo posiblemente como objetivo el aprovisionamiento de agua potable a Sagunto, aliada de los romanos, favoreció la instalación del “vivarium”. El texto de Nicolau Primitiu, basado en leyendas y consejas, es de gran significado:

Un rey de Sagunto, viendo sus campos agostados por la sed, ofreció a su hija, hermosísima, como todas las princesas de leyenda, al que le llevase agua a su ciudad. Se ofrecieron dos pretendientes, uno viejo y otro joven: aquel se dirigió a Chelva y éste a Viver, y, a pesar de ser éste el trayecto más corto, venció el viejo; pero la princesa, desesperada al verse con tal esposo, se arrojó de lo alto de una torre del castillo
Gómez, N. P.

Con probabilidad sería más factible en la época llevar agua canalizada a Sagunto desde algún afluente del Turia cercano a Chelva, atravesando los llanos de Líria que dan nombre a la comarca de Camp de Túria, llegando hasta Moncada, y de allí a Sagunto por la conocida como Séquia dels Diables, que no bordear desde Viver con acueductos la Sierra de Espadán por el cauce natural del río Palancia, de difícil orografía. No obstante y en según que época, ambos proyectos se llevaron a cabo.
Actualmente Sagunto se provee de agua doméstica proveniente del Júcar al igual que la ciudad de Valencia. En otras épocas también pudo proveerse de la almacenada en el embalse del Regajo y en la presa de Algar, y que en Sot de Ferrer se encauzada por la Acequia Mayor hasta el término. El cauce natural del Palancia a partir de ese punto está casi siempre seco, recuperándose algo en la proximidad a su desembocadura, también en el término de Sagunto.